# Рупърт
Рупърт (на английски: Rupert) е град в окръг Минидока, щата Айдахо, САЩ. Рупърт е с население от 5645 жители (2000) и обща площ от 5,3 km². Намира се на 1267 m надморска височина. ЗИП кодът му е 83343, 83350, а телефонният му код е 208.